# Ivan Demetz
Ivan Demetz (Bressanone, 31 gennaio 1988) è un ex hockeista su ghiaccio italiano, di ruolo attaccante.

## Carriera
Demetz ha militato per la gran parte della carriera nell'Hockey Club Gherdëina, tra la seconda serie (2004-2007 e 2009-2014), la Serie A (2014-2016) e la Alps Hockey League (dal 2016). Fanno eccezione alcuni incontri giocati con il Fassa nella stagione 2006-2007 (che hanno rappresentato il suo esordio in massima serie), e le due stagioni 2007-2008 e 2008-2009 giocate in massima serie rispettivamente con il Pontebba ed il Renon.
Con la maglia azzurra ha disputato due mondiali Under-18 e tre Under-20, entrando poi saltuariamente nel giro della nazionale maggiore.

## Palmarès
- Coppa Italia: 1

Pontebba: 2007-2008